# Atractodes praecautus
Atractodes praecautus là một loài tò vò trong họ Ichneumonidae.